# Gottfried Keller

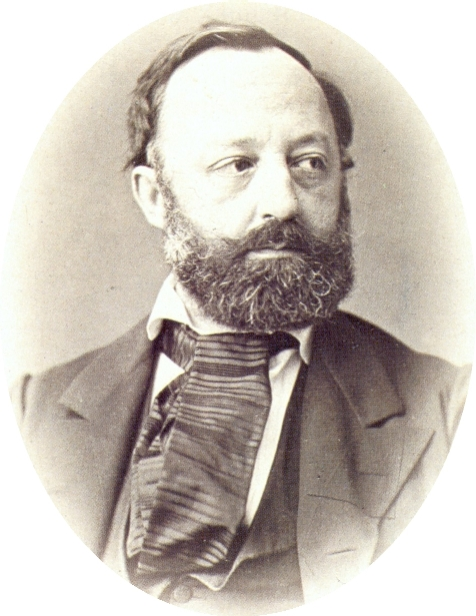
Gottfried Keller (1870)

Gottfried Keller (19. července 1819 Curych – 15. července 1890 Curych) byl švýcarský (německy píšící) prozaik a lyrický básník, který se nejvíce proslavil autobiografickým románem Zelený Jindřich (německy Der grüne Heinrich) a knihou Romeo a Julie na vsi (Romeo und Julia auf dem Dorfe).

## Život

### Mládí a studia
Gottfried Keller se narodil 19. července 1819 v Curychu jako syn soustružnického mistra Hanse-Rudolfa Kellera, jenž zemřel jen o pět let později, roku 1824. Gottfriedova matka Elisabeth se dva roky nato znovu provdala. Její druhé manželství však nebylo vůbec šťastné a skončilo rozvodem roku 1834.
V šesti letech nastoupil Gottfried do školy pro nemajetné a ve dvanácti na průmyslovku; odsud byl ale po třech letech kvůli studentským lumpárnám vyloučen. Podle některých zdrojů se tak stalo na základě falešného udání. Celý život pak Keller trpěl pocitem nedouka. První písemné pokusy učinil v letech 1832–1833 krátkými příběhy o přírodě. 
Poté se rozhodl věnovat malířství a nastoupil do učení k litografovi a malíři vedut Peteru Steigerovi. V letech 1837-1838 pokračoval v nastolené cestě, tentokrát u akvarelisty  Rudolfa Meyera, kde se i začal zajímat o skutečná studia malířství.  Jeho dalším velkým zájmem byla literatura, četl Homéra, Ariosta, Goetheho a především  všechna díla Jeana Paula. V roce 1840 získal  malé dědictví, které mu umožnilo pokračovat ve studiu na Královské akademii umění v Mnichově. Chtěl se věnovat krajinomalbě, ale obraz nazvaný Hrdinská krajina, který  namaloval s velkými nadějemi pro uměleckou výstavu v Curychu, tam dorazil poškozený  a zůstal nepovšimnutý.  Už roku 1842 však Keller shledal, že jeho studium k ničemu nevede, a tak ho přerušil. Hmotná nouze ho donutila Mnichov opustit. 

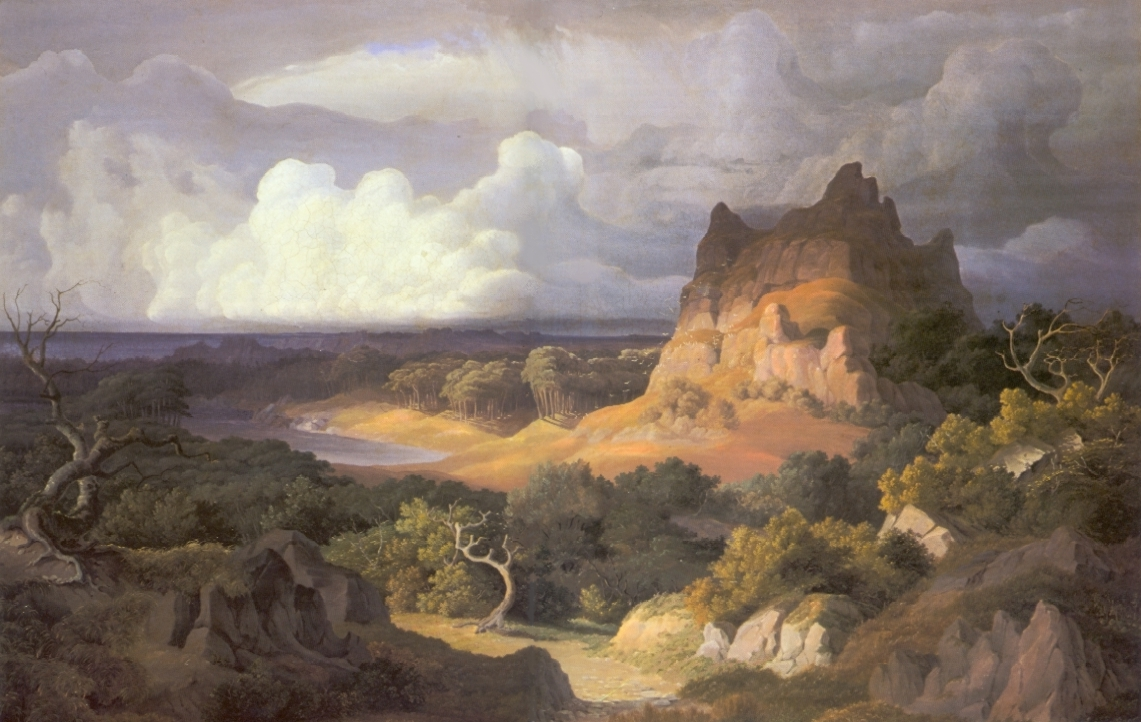
Hrdinská krajina (olej, 1841–1842)

Keller trpěl tělesnou deformitou – měl vzhledem ke zbytku těla nepoměrně krátké nohy, takže zatímco vsedě působil jako velký muž, vestoje byl velmi malý. Jeho postižení, jemuž kladl za vinu i opakovaná milostná zklamání, bylo jedním z důvodů Kellerova celoživotního podivínství a agresivity.

### Spisovatel
Vrátil se do Curychu, kde se hodlal naplno věnovat literární profesi. Účastnil se společenského dění, stýkal se s básníky Georgem Herweghem a Ferdinandem Freiligrathem, roku 1846 vydal svazek sebraných básní pod názvem  Básně (Gedichte). Sbormistr a skladatel Wilhelm Baumgartner,  který ho prostřednictvím hry na klavír seznámil s romantickou hudbou, zhudebnil řadu jeho básní. Do roku 1848 žil Gottfried u své matky. Po mnichovském malířském zklamání ho zcela přešla chuť malovat a spíše náhodou se rozhodl uchytit se jako básník. Tak také vznikl nástin Zeleného Jindřicha, který se po důkladném přepracování ve své druhé verzi stal jedním z nejdůležitějších bildungsrománů německy psané literatury a snese srovnání s Goethovými romány Viléma Meistera léta učednická a Viléma Meistera léta putovní nebo s Malířem Noltenem Eduarda Mörika.
Vedle psaní působil Keller i na politickém kolbišti, jednak jako spisovatel politickými básněmi, jednak přímo podílem na protiluzernském tažení (tzv. Freischarenzüge) v roce 1844 a v březnu 1845, které předznamenaly poslední větší švýcarský občanský konflikt – Sonderbundskrieg. Pod záminkou jezuitské otázky došlo k otevřenému střetnutí konzervativní vlády a radikální opozice. Keller vystupoval jako jeden z nejohnivějších rebelů, haně všechno konzervativní s neskrývanou záští.
Roku 1845 definitivně skončil s malířstvím a vyjma trochy peněz, které si vydělal dosavadním publikováním, žil stále z prostředků své matky. Tehdy se poprvé nešťastně zamiloval, a to do Marie Melosové, švagrové Ferdinanda Freiligratha. Roku 1847 se zamiloval znovu, do Luise Rieterové, a opět byl odmítnut.  Rovněž Johanna Kappová, sestřenice Raphaela Rosenzweiga, blízkého Kellerova přítele, jeho vyznání z roku 1849 chladně odmítla. Milostné zklamání Keller vyjádřil  v několika  ze svých nejkrásnějších básní. 
Díky stipendiu curyšského kantonu mohl Keller studovat v Heidelbergu filosofii, dějiny a literaturu, navštěvoval i přednášky Ludwiga Feuerbacha, jehož materialistická filosofie na Kellera velmi zapůsobila. V létě přestal navštěvovat přednášky a věnoval  se výhradně své literární práci: zabýval se teorií dramatu  a psal různé divadelní hry, které však nedokončil. Začal pracovat na úvodní kapitole románu Zelený Jindřich.  Z Heidelbergu odešel do Berlína, kde prožil nejplodnější období svého života (1850-1855). Před svým odjezdem do Berlína uzavřel s nakladatelem Eduardem Viewegem  smlouvy na vydání svých básní a románů. Neúspěšně se pokoušel stát dramatikem, dokončil však svého Zeleného Jindřicha a rozepsal Lidi seldwylské. Zpočátku se držel  stranou od všech uměleckých a společenských kruhů, ale po vydání prvních tří dílů Zeleného Jindřicha v roce 1854 se stal pravidelným návštěvníkem salónů vyšší společnosti.  V domě nakladatele Franze Dunckera se  zamiloval do jeho příbuzné Betty Tenderingové. Neodvážil se jí otevřeně vyznat lásku, ale pod jménem Dorothea Schönfundová se objevila v  posledním díle Zeleného Jindřicha.  Keller se v Berlíně ustavičně potýkal s existenčními problémy a pouze s přispěním své matky a curyšských přátel mohl uhradit své dluhy a vrátit se domů. V Curychu se cítil velmi dobře, našel zde pohostinnou společnost, stýkal se známými osobnostmi, jako byli Richard Wagner, Gottfried Semper a Friedrich Vischer. Prožíval však tvůrčí útlum. Psal politické i kulturní úvahy do některých místních novin,  oslavné verše k různým významným příležitostem a národním festivalům, jeho vlastenecké projevy byly přijímány s nadšením. Keller měl nyní jméno jako básník a prozaik,  jeho ekonomická situace však zůstávala nejistá. 

### Státní úředník

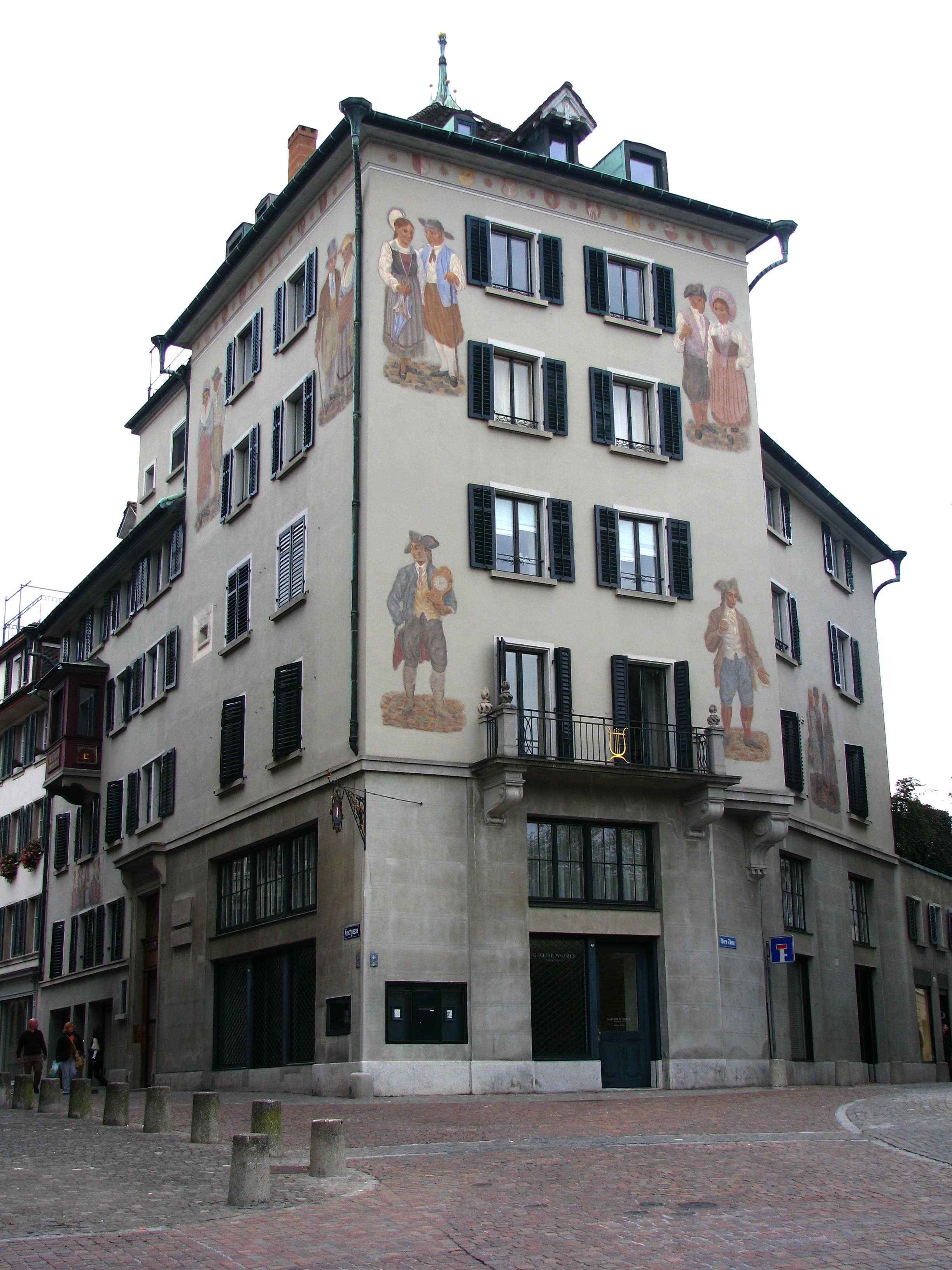
Steinhaus v Curychu, sídlo státní kanceláře a Kellerův byt

V letech 1861 až 1876 ustoupily jeho literární ambice do pozadí, když pracoval jako tajemník v curyšské vládě. Keller se s matkou a sestrou přestěhoval do  Steinhausu, kde se v prvním patře nacházela kancelář a ve druhém oficiální rezidence státního úředníka. Mimo své úřední povinnosti působil Keller v letech 1863 až 1865 jako tajemník Švýcarského ústředního výboru pro Polsko, organizace politické a humanitární pomoci, kterou pomáhal založit po vypuknutí polského lednového povstání.  Jeho život se od základů změnil roku 1864 po smrti jeho matky. Na začátku roku 1865 se Gottfried Keller seznámil s klavíristkou Luisou Scheideggerovou, která však několik týdnů po zásnubách spáchala z neznámých důvodů sebevraždu. Keller sedm let  na to požádal o ruku servírku Linu Weißertovou,, ale byl odmítnut. 
U příležitosti Kellerových padesátých narozenin uspořádalo město Curych oslavy, právnická fakulta Univerzity v Curychu mu udělila čestný doktorát. Na banketu se Keller seznámil s mladým vídeňským právníkem Adolfem Exnerem, který se spolu se svou sestrou stal jeho nejbližším přítelem. Strávil s nimi dovolenou v Rakousku a v Mondsee začal znovu malovat. Vzájemnou korespondenci udržovali až do doby krátce před jeho smrtí. 
V roce 1872 mu vyšel  cyklus povídek s názvem Sedm legend, na kterých pracoval již během  pobytu v Berlíně. Keller  použil výnos z prodeje na odkoupení vydavatelských práv společnosti Vieweg a začal spolupracovat s nakladatelem Ferdinandem Weibertem. Ten v roce 1873 vydal nové vydání  Lidí seldwylských, které byly rozšířeny o další povídky. Kniha  vyvolala v Curychu senzaci; v bazilice sv. Petra bylo kázání proti autorovi. V Německu prošly novely v rychlém sledu třemi vydáními. Keller  začal být známý i za hranicemi Švýcarska. Uvědomil si, že se bude moci uživit svým psaním a proto v červenci 1876 rezignoval na svůj úřad. V tomto roce se přestěhoval do bytu v Bürgli ve čtvrti Enge, kde bydlel až do roku 1882.
Pak už se se věnoval jenom literatuře. Přátelil se s malířem Arnoldem Böcklinem a básníkem Conradem Ferdinandem Meyerem. Dopisoval si se spisovateli Paulem Heysem a Theodorem Stormem; tato korespondence vyšla i knižně. V roce 1884  Kellera navštívil německý filozof Friedrich Nietzsche. 
 

V roce 1878 zveřejnil Keller dva svazky Curyšských novel a v roce 1884 Epigram (Das Sinngedicht), poté následovalo jeho pozdní dílo Martin Salander (1886), které je významným příspěvkem švýcarské literatury v oblasti kritického realismu. V roce 1889 vyšly v deseti svazcích Kellerovy sebrané spisy, které vyzdobil  svými kresbami Arnold Böcklin.

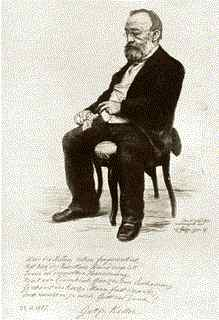
Nákres Karla Stauffer-Berna představující spisovatele Gottfrieda Kellera

### Smrt
Gottfried se ještě dožil smrti své sestry; sám zemřel 15. července 1890 v Curychu na tuberkulózu kostí ve věku 71 let. Je pochován na hřbitově Sihlfeld v rodinném hrobě spolu s matkou a sestrou.
Svůj majetek odkázal univerzitě v Curychu.  Nyní je spravována Zentralbibliothek Zürich a zahrnuje Kellerovy rukopisy a dopisy, jeho knihovnu a více než 60  kreseb a maleb. 

## Literární styl
První básně (Gedichte, 1846) jsou takřka revolučního ducha. Vrcholnými Kellerovými díly jsou jeho novely (Lidé seldwylští, Curyšské novely apod.), v nichž vystupují nevšední postavy a odrážejí se tvrdé životní i přírodní podmínky Švýcarska poloviny 19. století. Hrdinové bývají většinou stateční a pracovití lidé, které Keller vykresluje s láskou, humorem i ironií. Výborný je v drobnokresbě, několika črtami dokáže nastínit situaci a vystihnout lidskou povahu. Jeho dílo stojí na rozhraní idealistického humanismu a realismu 20. století. Často nezapře výchovné tendence.

## Dílo
- Seznam děl v Souborném katalogu ČR, jejichž autorem nebo tématem je Gottfried Keller
- Básně (Gedichte, 1846)
- Rot (1853)
- Zelený Jindřich (Der grüne Heinrich, 1854) – bildungsroman s částečně autobiografickými rysy
- Lidé seldwylští (Leute von Seldwyla, 1856)
- Sedm legend (Sieben Legenden, 1872)
- pokračování Lidí seldwylských (1873)

Šaty dělají člověka (Kleider machen Leute)
Romeo a Julie na vsi (Romeo und Julia auf dem Dorfe) – novela o lásce mladých lidí ze znepřátelených rodin, jejichž otcové se přou o pozemky. Končí tragicky podobně jako Shakespearův originál.
Tři stateční hřebenáři (Die drei gerechten Kammmacher)
- Curyšské novely (Züricher Novellen, 1877)

První svazek:
Hadlaub
Der Narr auf Manegg
Der Landvogt von Greifensee
Druhý svazek:
Das Fähnlein der sieben Aufrechten
Ursula
Ve svých novelách Keller plasticky líčí švýcarskou přírodu i lid v tragických i humorných situacích. Vyniká jemným humorem, láskou ke svým hrdinům a překrásným spisovným jazykem.
- Epigram (Das Sinngedicht, 1881)
- Sebrané básně (Gesammelte Gedichte, 1883) – hymnicko-patetické filosofické úvahy o významu lidské existence
- Martin Salander (1886) – politický román, pokračování Zeleného Jindřicha
- Die missbrauchten Liebesbriefe